# Румянцов, Пётр Александрович
Пётр Александрович Румянцов (1805 — не ранее 1862) — генерал-майор Русской императорской армии.

## Биография
Пётр Румянцов родился в 1805 году в городе Санкт-Петербурге и происходил из дворян Ярославской губернии; отец его, Александр Иванович Румянцов, был секунд-майором и женат был на Наталье Яковлевне Мещериновой. После домашнего обучения он был определён в 1820 году в Пажеский корпус, где за отличное поведение и успехи в науках был 3 апреля 1824 года назначен камер-пажом, а затем, после сдачи экзаменов, был произведён 15 апреля 1825 года, в гвардии прапорщики с зачислением в лейб-гвардии Измайловский полк.
6 октября 1826 года Пётр Александрович Румянцов был произведён в подпоручики, причем немного ранее, за примерный порядок, усердие и точность в исполнении своих обязанностей, именным Высочайшим Указом Правительствующему Сенату от 28 марта 1826 года, повелено было убавить ему один год службы из 25-летнего срока, определенного на заслугу военного ордена Святого Георгия (П. А. Румянцов получил эту награду в 1848 году).
Наступившая вскоре Русско-турецкая война 1828—1829 гг. привела П. А. Румянцова, вместе с полком, сперва к берегам Дуная, а затем к крепости Варна, при осаде которой, в 1828 году, Румянцов занимал с командами разные редуты для прикрытия осадных батарей, находился в траншеях и шанцах при производстве траншейных работ и был не раз в составе ближайших резервов под беспрестанным неприятельским пушечным и ружейным огнём. За отличие в боях против турок Румянцов был награждён, 28 ноября 1828 года, орденом Святой Анны 4-й степени с надписью «За храбрость». После взятия Варны Румянцов возвратился в Россию и находился на кантонир-квартирах с 24 ноября 1828 по 18 сентября 1829 года в Каменец-Подольской губернии в городе Гайсине, а затем с 25 сентября был в походе к Санкт-Петербургу и 6 апреля 1830 года был произведен в поручики.
После начала Польского восстания 1830 года П. А. Румянцов был направлен в Польшу для его подавления; он участвовал в 1831 году в движениях российских войск от города Остроленки к реке Нуру для воспрепятствования мятежникам совершить переправы чрез реки Нарев и Буг, а позднее — при отступлении гвардейского корпуса к Тыкочину, при взятии 9 мая Тыкочина и преследования поляков к Остроленке усиленными маршами, а затем в движении к Макову, Плоцку и в переправе через Вислу и, наконец, во взятии с боя передовых Варшавских укреплений и городового вала 25-26 августа, за что и был награжден орденом Святой Анны 3-й степени с бантом (15 февраля 1832 года). После церемониального вступления 27 августа русских войск в польскую столицу П. А. Румянцов находился в составе особого отряда войск гвардейского корпуса, высланного, в сентябре 1831 года, для преследования остальных мятежнических шаек от местечка Блонье к Русской границе и после бегства «мятежников» в Пруссию возвратился в конце сентября в Варшаву, а затем и в Санкт-Петербург — 28 февраля 1832 года.
2 апреля 1833 года Пётр Александрович Румянцов был произведен в штабс-капитаны, а в декабре 1839 года — в капитаны, оставаясь в Измайловском полку, причём за отлично усердную службу был награждён, 6 декабря 1839 года, орденом Святого Владимира 4-й степени.
13 июля 1843 года Румянцов был произведен в подполковники с назначением для особых поручений к командующему Отдельным корпусом внутренней стражи. По главным обязанностям, возложенным на этот корпус в те времена — по конвоированию всякого рода арестантов, при их пересылке и по приему и доставлению рекрут по назначению, — их, — Румянцову очень часто приходилось объезжать этапные команды, расположенные на пространстве всей Российской империи, по поручениям разного рода, на него возлагаемым, и успешное исполнение которых его стороны доставило ему не раз особые благодарности; кроме того, 22 августа 1843 года он был награжден орденом Святого Станислава 2-й степени.
28 сентября 1846 года Пётр Александрович Румянцов был произведен «за отличие» в полковники с назначением командующим резервной бригадой 19-й пехотной дивизии. Эту должность он отправлял до 1862 года. Резервная бригада готовила рекрут к действительной службе в дивизии, и ревностное отношение Румянцова к своим служебным обязанностям и забота его о сбережении нижних чинов неоднократно отмечались Высочайшими благоволениями: за отлично усердную службу (1851), за отличное состояние рекрут (1852), за бдительное внимание к сбережению чинов (1854), за отличную распорядительность и заботливость по исправному содержанию резервной бригады (1854); кроме того, 22 ноября 1852 года Румянцов был награжден орденом Святого Владимира 3-й степени.
11 апреля 1854 года Пётр Александрович Румянцов был произведён в генерал-майоры (со старшинством с 27 марта 1855 года) с оставлением в той же должности, которую он продолжал исполнять до 1862 года, когда был по собственному прошению уволен с военной службы.
По формулярному списку за 1856 год П. А. Румянцов показан холостым.